# Museo de los ferrocarrileros
Il Museo de los ferrocarrileros (museo dei ferrovieri) è un museo ferroviario situato nel nord di Città del Messico, nella Delegazione Gustavo A. Madero. Inaugurato nel 2006, espone la storia ferroviaria del Messico, della stazione di La Villa, e dei diversi movimenti sociali dei ferrovieri nella storia messicana.

## Descrizione
I locali del museo sono ospitati in quel che rimane dell'edificio che fu la stazione ferroviaria La Villa, costruita nel 1907 in una parte del terreno che allora apparteneva alla hacienda de Santa Anna Aragón, e dalla quale partivano i treni che dalla Città del Messico raggiungevano Veracruz. L'edificio è stato ristrutturato e rimodellato per ospitare il museo.

## Collezione
Il museo, che pertiene alla Secretaría de Cultura del Gobierno de la Ciudad de México (assessorato alla cultura della Città del Messico), non possiede una collezione propria, ma raccoglie materiale proveniente da diverse altre istituzioni, fra le quali il Centro Nacional para la Preservación del Patrimonio Cultural Ferrocarrilero (centro nazionale per la conservazione del patrimonio culturale ferroviario); il Museo Nacional de los Ferrocarriles Mexicanos della città di Puebla; fotografie del Centro de Estudios del Movimiento Obrero y Socialista (centro di studi del movimento operaio e socialista).
Fra i pezzi più importanti del museo vi sono un esemplare di locomotiva ad accumulatore di vapore della Davenport Locomotive Works e la locomotiva battezzata "Petra", in onore di Petra Herrera, "soldadera" della rivoluzione messicana, conflitto in cui questa particolare locomotiva fu utilizzata.

## Galleria d'immagini

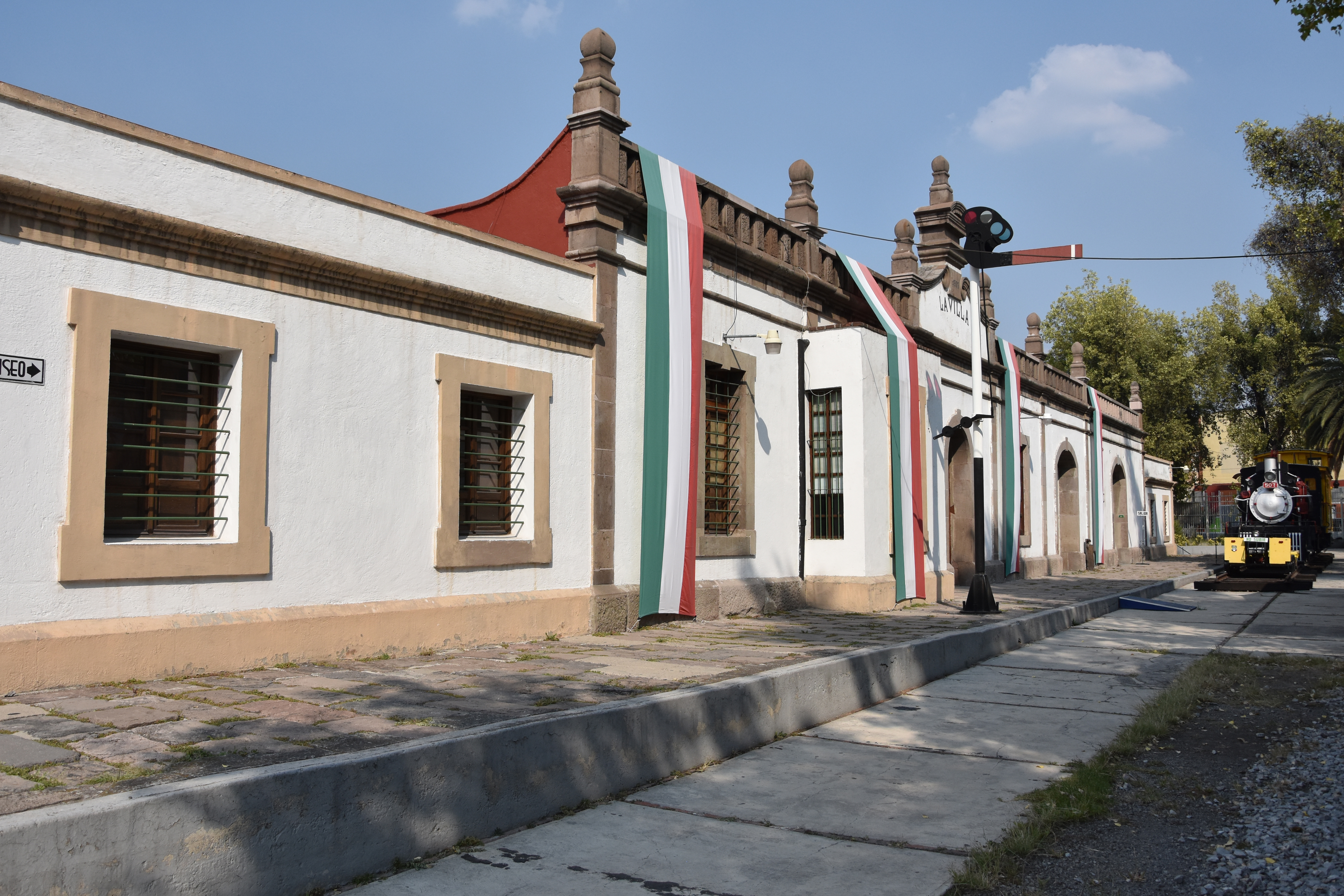
La vecchia stazione di La Villa
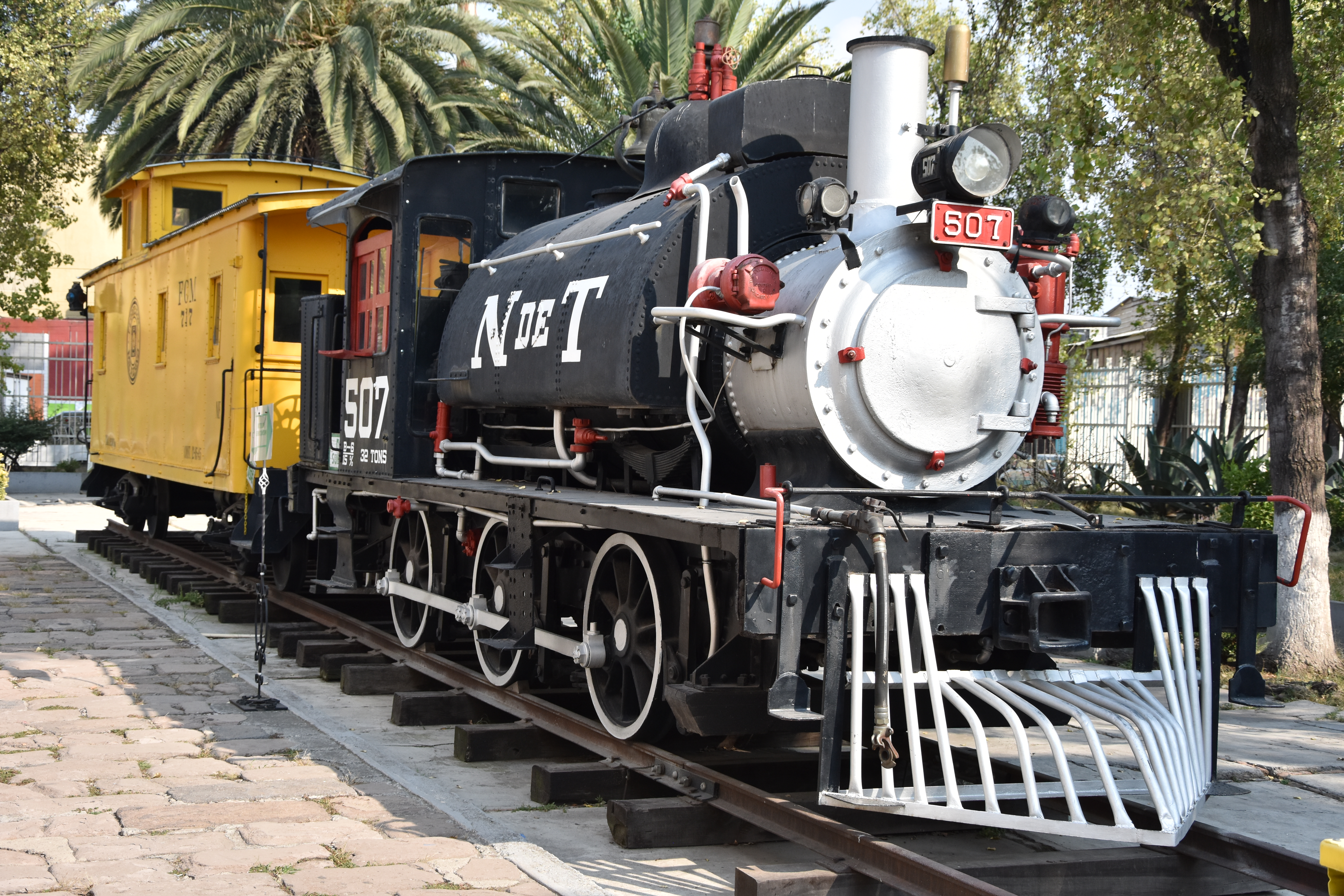
Una delle locomotive conservate nel museo
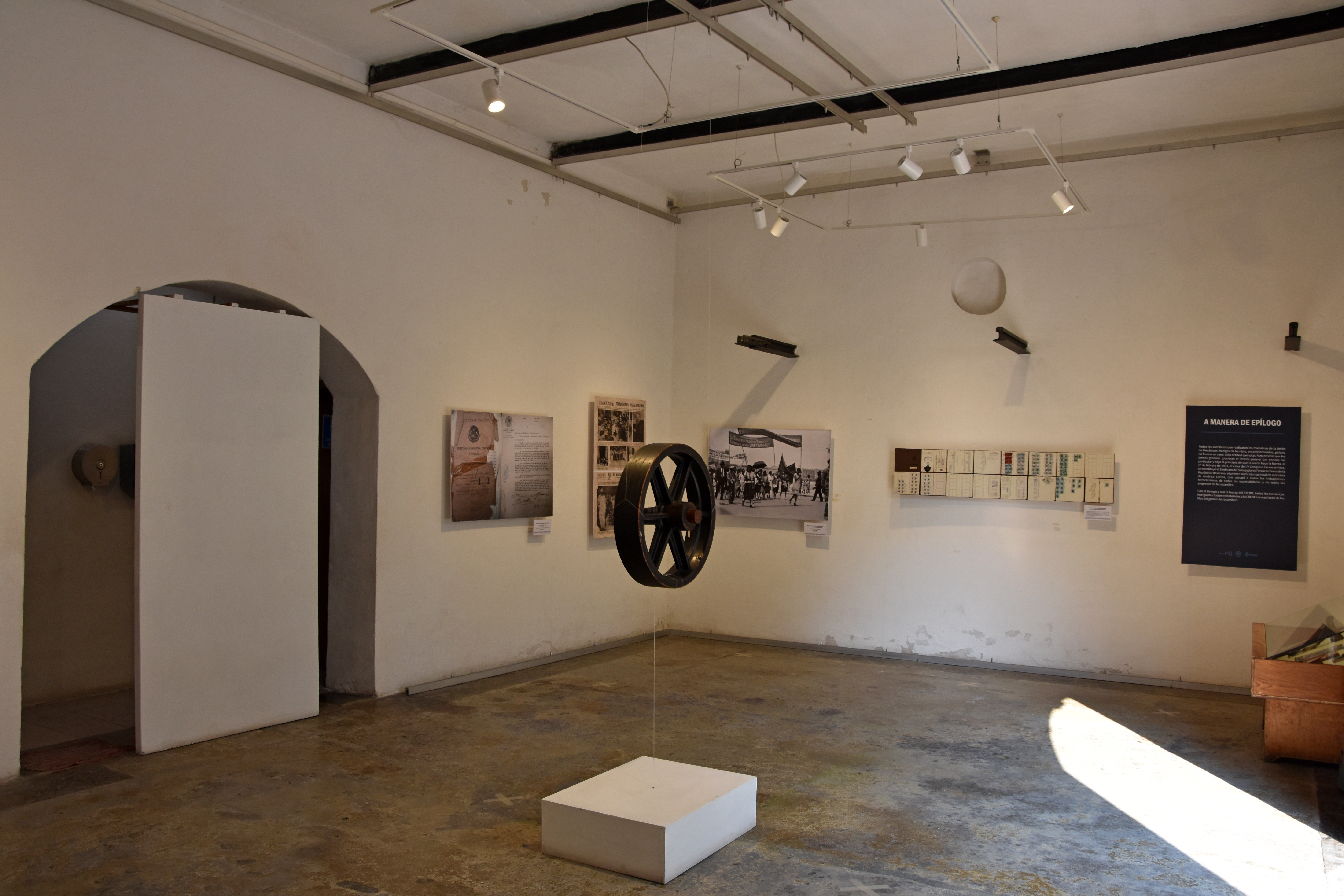
L'interno del museo
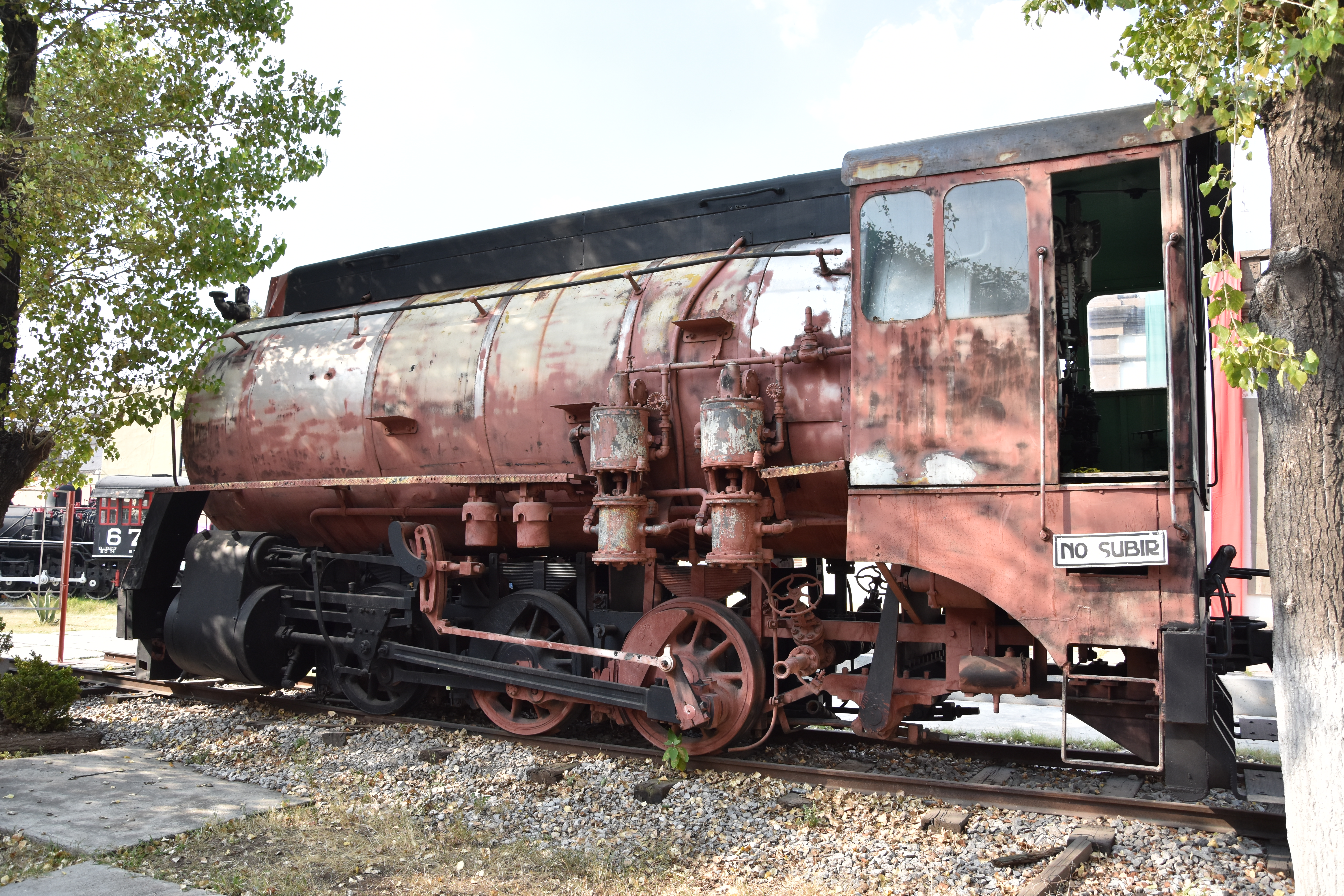
La locomotiva ad accumulatore di vapore
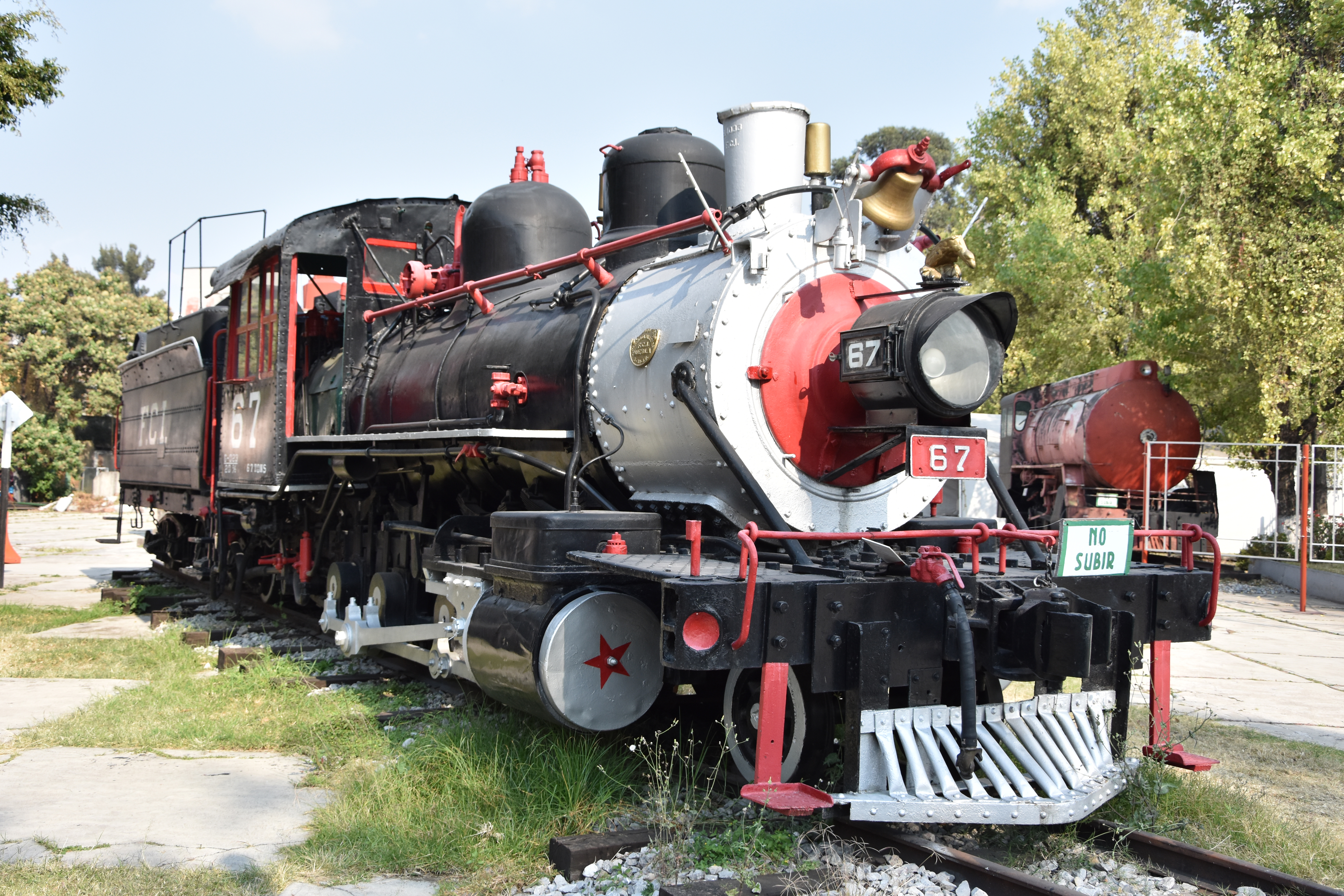
La locomotiva "Petra"
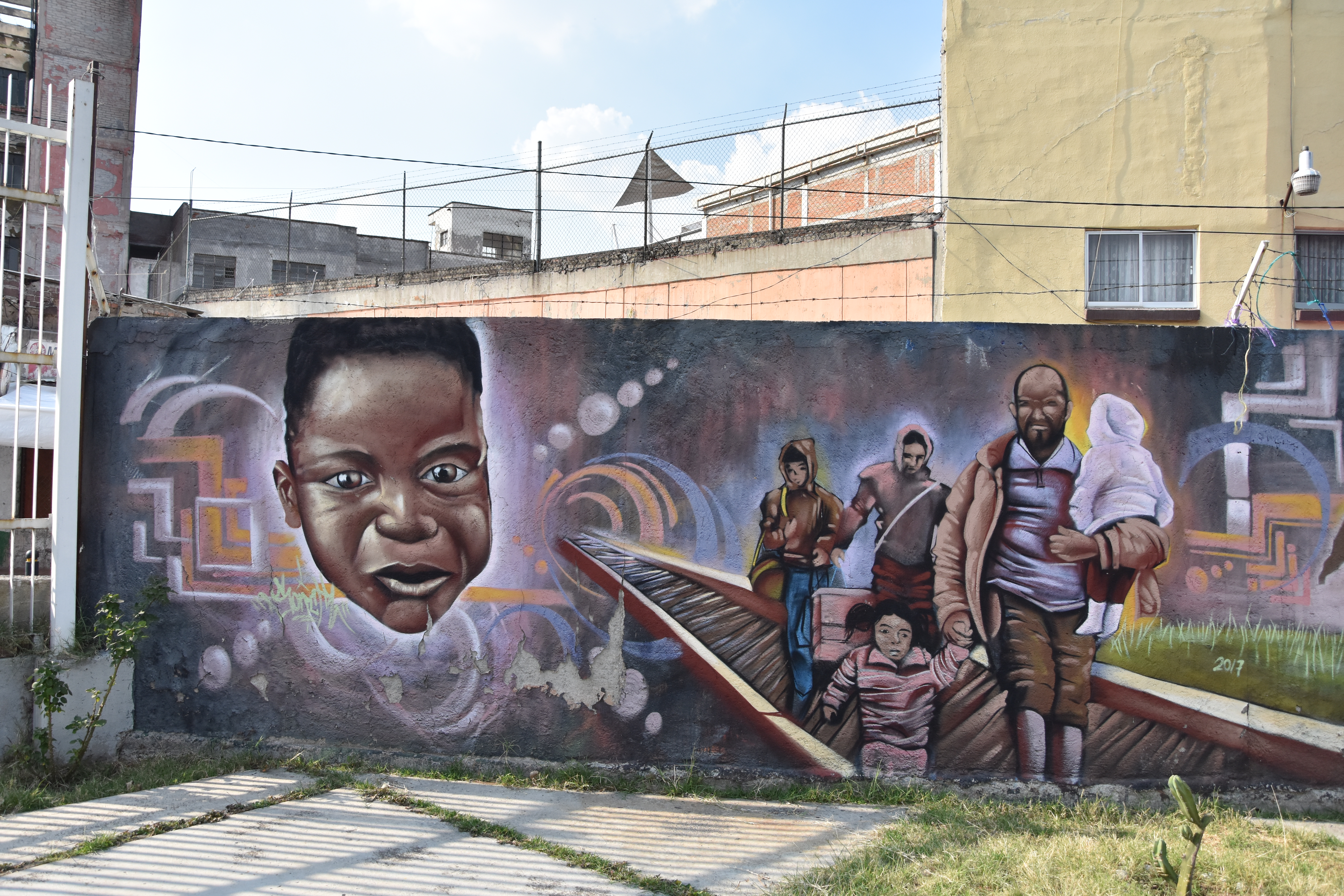
Murales sui muri di cinta